# Free (группа)
Free — британская рок-группа, образовавшаяся в 1968 году в Лондоне, Англия и всемирную известность получившая в 1970 благодаря хиту «All Right Now» (№ 2 UK). Free выпустили шесть студийных альбомов, которые (согласно Allmusic) способствовали подъёму и развитию хард-рока. Пол Роджерс после распада Free в 1973 вместе с Саймоном Кирком образовал Bad Company. Пол Коссофф вошёл в состав Back Street Crawler; он умер от тромбоэмболии легочной артерии 19 марта 1976 года.
Группа прославилась своими шумными концертами и безостановочными гастролями, однако поначалу студийные альбомы продавались не очень хорошо — до тех пор, пока не вышел альбом Fire and Water с ударным хитом «All Right Now», благодаря которому Free пригласили на Фестиваль на острове Уайт в 1970 году, собравший 600 000 зрителей.
К началу 1970-х Free стали одной из самых коммерчески успешных британских блюз-роковых групп. К моменту распада группы в 1973 году они продали более 20 миллионов альбомов по всему миру. «All Right Now» по сей день остаётся одной из самых знаменитых рок-композиций, входя в основанный Американским обществом композиторов, авторов и издателей (ASCAP) клуб «Один миллион», включающий в себя песни, более миллиона раз прозвучавшие по радио.
Журнал Rolling Stone назвал группу «британскими пионерами хард-рока». Журнал поместил Роджерса на 55 место в списке 100 величайших вокалистов всех времён, в то время как Коссофф занял 51 место в списке 100 величайших гитаристов.
Группой Free был подписан контракт с Island Records в Великобритании и A&M Records в Северной Америке. Обе компании в 1989 году вошли в состав PolyGram, а затем Universal Music Group в 1998 году; UMG контролирует сейчас каталог группы по всему миру.

## История группы
Самой примечательной особенностью группы Free в момент её образования был молодой возраст членов группы. 17-летний гитарист Пол Коссофф, игравший тогда в блюзовом коллективе Black Cat Bones вместе с 18-летним барабанщиком Саймоном Кирком, попал в лондонский клуб Fickle Pickle на концерт Brown Sugar, группы, в которой пел 18-летний Пол Роджерс. Коссофф был настолько впечатлён, что тут же спросил, можно ли сыграть джем с Роджерсом на сцене. Алексис Корнер рекомендовал им 15-летнего басиста Энди Фрэйзера, уже игравшего с John Mayall's Bluesbreakers. Новая группа собралась вместе, чтобы репетировать и играть свой первый концерт вечером 19 апреля 1968 в пабе Nag’s Head, который находился на пересечении улиц York Road, Plough Road и Lavender Road в Баттерси, Лондон. 
В ноябре того же года по рекомендации Алексиса Корнера (который и предложил название Free), квартет подписал контракт с компанией Island Records и к ноябрю записал свой дебютный альбом Tons of Sobs, который был выпущен в следующем году. Альбом включал в себя студийные варианты композиций, бывших основой концертных выступлений группы на раннем этапе творчества. Для продвижения своего предстоящего дебютного альбома в конце 1968 года Free несколько раз сыграли на разогреве, открывая совместные концерты The Who и Артура Брауна. Несмотря на формирующейся успех группы на концертах, записать их звук в студии было, по рассказам музыкантов, трудной задачей. «Мы были действительно очень неопытными, когда пришли в студию, чтобы записать Tons of Sobs, — объясняет Кирк. — Мы не знали, что делать. Наш продюсер Гай Стивенс был очень талантливым и постоянно твердил нам о студии. Он чувствовал, что мы сопротивляемся, и затащил нас в студию почти насильно. Он сказал нам, чтобы мы просто сыграли дважды всю нашу 45-минутную концертную программу точно так же, как мы играли в клубах. Вот как мы сделали альбом. Tons of Sobs (название придумал Stevens) был записан в течение недели. Когда я думаю об этом сегодня, кажется удивительным. Теперь, кажется, нужна неделя, чтобы получить нужный звук малого барабана!»
Второй альбом, названный просто Free, был записан и выпущен в октябре того же года. Несмотря на то, что он не попал ни в британские, ни в американские чарты и не имел коммерческого успеха, в ретроспективе он (как и его предшественник) считаются эталоном британского блюз-рока на рубеже 1970-х годов. 
Однако выпущенный в июне 1970 третий альбом группы, названный Fire and Water, имел огромный успех благодаря синглу «All Right Now», который достиг № 1 на британском хит-параде рок-музыки, № 2 в UK Singles Chart и № 4 в американском Billboard Hot 100. Альбом достиг № 2 в хит-парадах Великобритании и № 17 в США, что делает его самым успешным альбомом Free. «All Right Now» возглавил хит-парады более двадцати стран, а в 1990 году ASCAP (Американское общество композиторов, авторов и издателей) зафиксировало, что в США к концу 1989 года песня прозвучала по радио более миллиона раз, а в 2000 году Британская ассоциация производителей фонограмм наградила Пола Роджерса, когда песня прозвучала по британскому радио более двух миллионов раз.
Записанный в рекордно короткие сроки четвёртый альбом Highway, вышедший в сентябре 1970 года, был менее удачным, достигнув сорок первого места в Великобритании и сто девяностого в США.
В апреле 1971 года из-за разногласий между Полом Роджерсом и Энди Фрэйзером, проблем с наркотиками у Пола Коссоффа, а также из-за неустойчивого уровня продажи пластинок группа распалась. Вслед за этим в сентябре вышел концертный альбом Free Live!, достигший четвертого места в Великобритании. В начале 1972 года музыканты решили забыть о своих разногласиях и собрались опять в попытке спасти Коссоффа от его растущей зависимости от наркотиков, и а июне выпустили альбом Free at Last, синглом из которого был выпущен трек «Little Bit of Love» (№ 13, UK).
Однако проблемы остались, и главной из них была наркозависимость Пола Коссоффа. В начале лета 1972 года должен был начаться гастрольный тур Free по США, его начало было сорвано из-за состояния здоровья гитариста. После этого накануне выступлений в Японии в июле 1972 года Фрэйзер покидает группу. Вместо него в группу пришли клавишник John «Rabbit» Bundrick и басист Tetsu Yamauchi, работавшие с Коссоффом и Кирком во время распада группы и записавшие с ними совместный альбом Kossoff, Kirke, Tetsu and Rabbit. Пол Роджерс во время выступлений группы в этот период часто играл на гитаре, подменяя Коссоффа. К октябрю 1972 года состояние здоровья гитариста несколько улучшилось, что позволило приступить к записи последнего альбома группы Heartbreaker, выпущенного в январе 1973 года. Альбом достиг девятого места в Великобритании, сингл «Wishing Well» занял седьмую позицию в хит-параде. Когда состояние Коссоффа совершенно ухудшилось, в группу был приглашён гитарист Уэнделл Ричардсон из группы Osibisa, но вскоре после этого в июле 1973 года группа Free была распущена.
Распад группы в 1973 году оказался окончательным. Роджерс, отклонив предложение заменить Иэна Гиллана в Deep Purple, вместе с Кирком, басистом Бозом Баррелом из King Crimson и гитаристом Миком Ралфсом из Mott the Hoople образовал Bad Company. Фрэйзер с гитаристом Крисом Спеддингом, игравшим до этого с Джеком Брюсом, основал группу Sharks.
Пол Коссофф собрал новую группу Back Street Crawler. В один из моментов улучшения здоровья Коссоффа в конце 1975 года его бывшие коллеги Роджерс и Кирк попросили его присоединиться к ним на сцене в течение двух вечеров. 25 апреля 1976 года должен был начаться британский тур Bad Company совместно с Back Street Crawler — в поддержку второго альбома группы Коссоффа, но наркотики опять способствовали резкому снижению здоровья гитариста. Во время авиарейса из Лос-Анджелеса в Нью-Йорк 19 марта 1976 года Пол Коссофф умер от тромбоэмболии лёгочной артерии в возрасте 25 лет.
Расставшись с Bad Company в 1982 году, Роджерс продолжил исполнять тяжёлый блюз, начав сольную карьеру в 1980-х и 1990-х годах, а также работая в группах The Firm и The Law. С 2004 по 2009 год Роджерс сотрудничал с музыкантами группы Queen (Брайаном Мэем и Роджером Тейлором) в качестве вокалиста. В сентябре 2008 года Queen + Paul Rodgers выпустили свой студийный альбом The Cosmos Rocks. Роджерс исполнял песни Free и Bad Company во время концертов с Queen. Роджерс и Кирк также время от времени участвуют в концертных турах Bad Company.
Энди Фрэйзер умер 16 марта 2015 года.

## Участники
Оригинальный состав
- Пол Роджерс — вокал (1968—1971, 1972—1973), гитара (1972)
- Пол Коссофф† — гитара (1968—1971, 1972, 1972—1973)
- Энди Фрэйзер† — бас-гитара (1968—1971, 1972), фортепиано (1968—1971, 1972)
- Саймон Кирк — ударные (1968—1971, 1972—1973)

Поздние участники
- Джон Бандрик — клавишные (1972—1973)
- Тэцу Ямаути — бас-гитара (1972—1973)
- Венделл Ричардсон — гитара (1973)

## Дискография

### Альбомы
- Tons of Sobs (1969)
- Free (1969)
- Fire and Water (1970)
- Highway (1970)
- Free Live! (1971) (live)
- Free at Last (1972)
- Heartbreaker (1973)

### Сборники
- The Free Story (1974)
- The Best of Free (1975)
- Free And Easy, Rough And Ready (1976)
- Completely Free (1982)
- The Best of Free: All Right Now (1991)
- Molten Gold: The Anthology (1994) (бокс-сет: 2 диска)
- Walk in My Shadow: An Introduction to Free (1998)
- Free: All Right Now (1999)
- Songs of Yesterday (2000) (бокс-сет: 5 дисков)
- Chronicles (2005) (бокс-сет: 2 диска)

## Кавер-версии песен Free
- «All Right Now» — Род Стюарт
- «All Right Now» — The Runaways
- «Fire and Water» — Great White
- «Fire and Water» — Уилсон Пикетт
- «Fire and Water» — Pat Travers Power Trio
- «Heartbreaker» — Goatsnake
- «Heartbreaker» — Джо Бонамасса
- «I’m a Mover» — Iron Maiden
- «Mr. Big» — Mr. Big
- «Mr. Big» — Gov’t Mule
- «My Brother Jake» — Thunder
- «Oh I Wept» — The Steepwater Band
- «Soon I Will Be Gone» — Марти Джонс
- «Sunny Day» — Epic Soundtracks
- «The Stealer» — Боб Сигер
- «The Stealer» — The Faces
- «The Stealer» — Moody-Marsden Band
- «The Stealer» — Schenker-Pattison Summit
- «Walk In My Shadow» — Джо Бонамасса
- «Walk In My Shadow» — Eddy Wilson's Blues Band
- «Wishing Well» — Blackfoot
- «Wishing Well» — Аксель Руди Пелл
- «Wishing Well» — Мэгги Белл
- «Wishing Well» — Гэри Мур
- «Wishing Well» — Джо Линн Тернер
- «Wishing Well» — Savatage
- «Wishing Well» — The Mission
- «Wishing Well» — Terrorvision
- «Wishing Well» — Styx
- «Little Bit of Love» — Def Leppard
- «Little Bit of Love» — Joe Cocker
- 《Fire and water》 — Ace Frehley